# 中国天文学会
中国天文学会是中国天文学领域的学术团体，隶属于中国科学技术协会，挂靠在中国科学院紫金山天文台。

## 概况
中国天文学会于1922年在北京创立，会所最初设于北京古观象台。1932年迁往南京，挂靠在中央研究院天文研究所。1934年，确定了学会的宗旨为“本会以求专门天文学之进步及通俗天文学之普及为宗旨”。1935年成为国际天文学联合会成员。中华人民共和国成立后，于1949年起挂靠在中国科学院紫金山天文台，并隶属于中国科学技术协会。

## 历史
1912年5月，刚成立的南京临时政府教育部撤销了原清朝的钦天监，由高鲁在钦天监原址组建中央观象台。
1915年7月15日，高鲁、胡文耀、蒋丙然等人以中国天文学会的名义创办《观象丛报》杂志，以吸收潜在会员。
1922年10月30日上午9时，中国天文学会成立大会在北京中央观象台召开，选举了高鲁为会长，秦汾为副会长。汤尔和、马叙伦、蔡元培、全绍清、李书华、陈嘉庚等47人出席。
1927年秋，南京国民政府取代北洋政府后，中国天文学会秘书处迁往南京，办公地点在成贤街的中央研究院临时院址西隔壁的一个小院里。1928年春，迁往南京鼓楼测候所。根据学会第九届年会的提议，学会于1932年正式迁至南京鼓楼。1934年，紫金山天文台落成，学会迁往天文台本部小楼（俗称“大台”）。
1935年7月，在巴黎举办的第5届国际天文学联合会全体会议上，中国天文学会代表中国成为国际天文学联合会第26个会员国。
抗日战争爆发后，天文学会随中央研究院天文研究所西迁，在湖南南岳、广西桂林两地停留数月，后借道越南，于1938年4月抵达昆明，落脚于城内小东城脚20号一处租用的民房。1939年春，在昆明东郊凤凰山建成一座小型天文台，天文学会随天文研究所迁入。此台后续发展为云南天文台。抗日战争结束后，天文学会于1946年5月迁回紫金山天文台。
1959年9月，国际天文学联合会（IAU）投票通过接受台湾的天文学会成为会员国，并在1959年11月的IAU简讯上正式通报台湾的会员国身份。作为抗议，中国天文学会于1960年2月15日宣布退出国际天文学联合会及其所属各委员会。直到1979年，IAU执行委员会同时邀请中国大陆和台湾的天文学家出席第17届IAU大会，张钰哲带领中国代表团出席。1980年5月，全面恢复中国会籍的问题得到解决，并于1982年5月12日在第18届IAU大会上正式通过。当前中国大陆和台湾在IAU的会员身份分别是中国南京（China, Nanjing）和中国台北（China, Taipei）。
1980年代初，中国天文学会随紫金山天文台本部迁至北京西路2号新建的大楼。
2012年8月20日至31日，中国天文学会在北京国家会议中心承办了第28届IAU大会。8月21日，习近平出席开幕式并发表讲话。
2017年11月，中国天文学会再次随紫金山天文台本部迁至仙林大学城元化路10号。

## 历任领导
中国天文学会历任会长、理事长、副理事长等名单如下：

### 中华民国时期
- 成立会（1922年）：高鲁
- 第一届年会（1923年）：蔡元培
- 第二届年会（1925年）：蔡元培
- 第三届年会（1925年）：秦汾
- 第四届年会（1926年）：秦汾
- 第五届年会（1927年）：蔡元培
- 第六届年会（1928年）：蔡元培
- 第七届年会（1929年）：高鲁
- 第八届年会（1930年）：高鲁
- 第九届年会（1931年）：李书华
- 第十届年会（1933年）：余青松
- 第十一届年会（1934年）：余青松
- 第十二届年会（1935年）：余青松
- 第十三届年会（1936年）：高鲁
- 第十四届年会（1937年）：高鲁
- 第十五届年会（1939年）：余青松
- 第十六届年会（1940年）：高鲁
- 第十七届年会（1941年）：高鲁
- 第十八届年会（1942年）：高鲁
- 第十九届年会、第一届理事会（1943年）：张钰哲
- 第二十届年会、第二届理事会（1944年）：张钰哲
- 第三届理事会（1946年）：陈遵嬀
- 第四届理事会（1947年）：不详
- 第二十一届年会、第五届理事会（1947年）：不详
- 第二十二届年会、第六届理事会（1948年）：不详
- 第二十三届年会、第七届理事会（1949年）：张钰哲

### 中华人民共和国时期

#### 第一届理事会
- 任期：1957年2月－1962年8月
- 理事长：张钰哲
- 副理事长：李珩、戴文赛、胡明城
- 秘书长：赵却民

#### 第二届理事会
- 任期：1962年8月－1978年8月
- 理事长：张钰哲
- 副理事长：程茂兰、戴文赛、李珩
- 秘书长：赵却民
- 副秘书长：龚树模

#### 第三届理事会
- 任期：1978年8月－1982年3月
- 理事长：张钰哲
- 副理事长：程茂兰、李珩、戴文赛、龚树模、王绶琯、叶叔华
- 秘书长：赵先孜
- 副秘书长：曾务珠

#### 第四届理事会
- 任期：1982年3月－1985年12月
- 名誉理事长：李珩、陈遵嬀
- 理事长：张钰哲
- 副理事长：王绶琯、龚树模、叶叔华、吴守贤、张柏荣
- 秘书长：苗永宽
- 副秘书长：任江平、杨煜泉

#### 第五届理事会
- 任期：1985年12月－1989年3月
- 理事长：王绶琯
- 副理事长：叶叔华、方励之、苗永宽、吴守贤、张柏荣
- 秘书长：童傅
- 副秘书长：杨煜泉、卞毓麟

#### 第六届理事会
- 任期：1989年3月－1992年10月
- 名誉理事长：王绶琯、叶叔华、龚树模
- 理事长：李启斌
- 副理事长：曲钦岳、冯和生、何妙福、漆贯荣、程福臻
- 秘书长：张和祺
- 副秘书长：邓祖淦、吴美霞

#### 第七届理事会
- 任期：1992年11月－1995年11月
- 名誉理事长：王绶琯、叶叔华、龚树模
- 理事长：曲钦岳
- 副理事长：冯和生、汪克敏、苏定强、赵君亮、漆贯荣
- 秘书长：苏洪钧
- 副秘书长：吴美霞

#### 第八届理事会
- 任期：1995年11月－1998年11月
- 名誉理事长：王绶琯、叶叔华、龚树模
- 理事长：李启斌
- 副理事长：方成、吴贵臣、何香涛、杨福民、谭徽松
- 秘书长：张和祺
- 副秘书长：汪克敏、吴美霞

#### 第九届理事会
- 任期：1998年12月－2002年10月
- 名誉理事长：王绶琯、叶叔华、曲钦岳、龚树模
- 理事长：方成
- 副理事长：李志刚、何香涛、罗国权、赵刚、赵君亮
- 秘书长：陆本魁
- 副秘书长：吴美霞、蒋协助

#### 第十届理事会
- 任期：2002年11月－2006年10月
- 名誉理事长：王绶琯、叶叔华、曲钦岳
- 理事长：苏定强
- 副理事长：王宜、张双南、郭际、黄润乾、廖新浩、戴子高
- 秘书长：严俊
- 副秘书长：蒋协助、孟红宇

#### 第十一届理事会[10]
- 任期：2006年10月－2010年
- 名誉理事长：王绶琯、叶叔华、曲钦岳
- 理事长：赵刚
- 副理事长：严俊、李焱、张双南、洪晓瑜、崔向群
- 秘书长：李向东
- 副秘书长：孟红宇、梁艳春

#### 第十二届理事会[11]
- 任期：2010年－2014年
- 名誉理事长：王绶琯、叶叔华、曲钦岳
- 理事长：崔向群
- 副理事长：王娜、郑晓年、洪晓瑜、韩占文、戴子高
- 秘书长：杨戟
- 副秘书长：孟红宇、赵冰

#### 第十三届理事会
- 任期：2014年－2018年
- 名誉理事长：王绶琯、叶叔华、曲钦岳
- 理事长：武向平
- 副理事长：刘晓为、沈志强、郑晓年、戴子高
- 秘书长：杨戟
- 副秘书长：孟红宇、黄滟

#### 第十四届理事会
- 任期：2018年－2022年
- 名誉理事长：王绶琯、叶叔华、曲钦岳
- 理事长：景益鹏
- 副理事长：王娜、白金明、刘继峰、吴学兵、常进
- 秘书长：周济林
- 副秘书长：孟红宇、沈志侠

#### 第十五届理事会
- 任期：2022年－
- 名誉理事长：叶叔华、曲钦岳、方成、苏定强
- 理事长：韩占文
- 副理事长：王娜、刘继峰、吴学兵、周济林、袁业飞
- 秘书长：毛瑞青
- 副秘书长：陈雪飞、宁宗军

## 主办期刊
- 《天文学报》
- 《中国天文和天体物理学报》（Chinese Journal of Astronomy and Astrophysics）
- 《天文爱好者》
- 《天文学进展》

## 设立奖项
- 张钰哲奖
- 黄授书奖